# Sigudun
Sigudun (kinesiska: 四顾墩, 四顾墩乡) är en socken i Kina. Den ligger i provinsen Henan, i den centrala delen av landet, omkring 370 kilometer sydost om provinshuvudstaden Zhengzhou.
Genomsnittlig årsnederbörd är 1 451 millimeter. Den regnigaste månaden är juli, med i genomsnitt 275 mm nederbörd, och den torraste är januari, med 33 mm nederbörd.